# Czehre Gosza
Czehre Gosza (perski: چهره گشا) – wieś w Iranie, w ostanie Azerbejdżan Zachodni. W 2006 roku  liczyła 243 mieszkańców w 61 rodzinach.